# Генри, Сара Шелтон

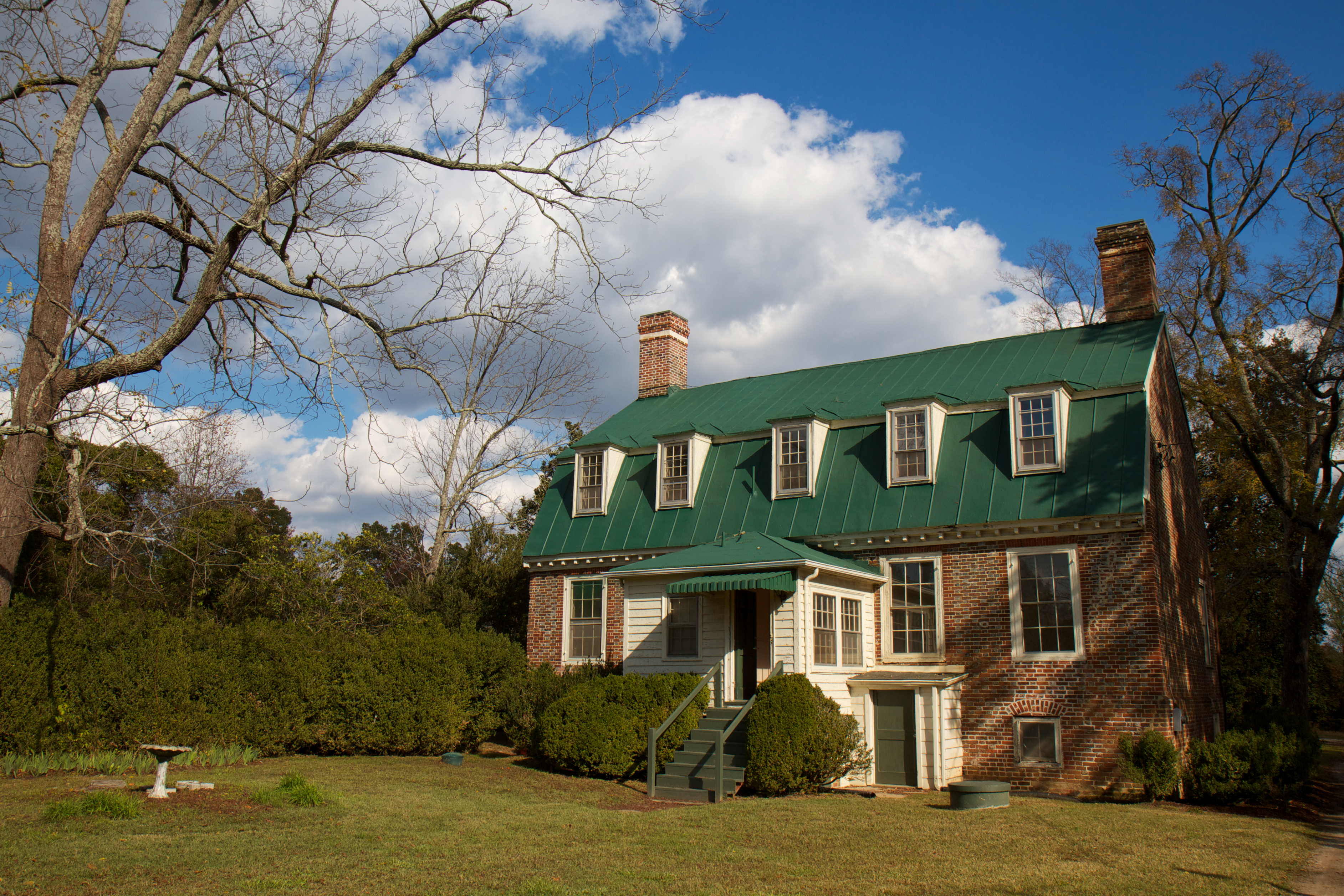
Рурал-Плейнс, усадьба семьи Шелтон

Сара Шелтон Генри (англ. Sarah Shelton Henry) (1738–1775) — жительница колонии Вирджиния, которая в 1754 году стала первой женой Патрика Генри, отца-основателя США и первого губернатора Вирджинии. В этом браке родилось 6 детей, но после 1771 года у Сары начало проявляться психическое расстройство, она провела несколько лет в изоляции от общества и умерла весной 1775 года.

## Ранние годы жизни
Сара Шелтон родилась в семье владельца небольшой фермы и впоследствии небольшой таверны. Её юность прошла на плантации Рурал-Плейнс в округе Хановер. В 1754 году, когда её было 14 лет, она вышла замуж за Патрика Генри, которому в то время было 18 лет. Генри в то время пытался заняться торговлей, но потерпел неудачу, остался без работы и без денег, и, по выражению историка Мосеса Тайлера, увенчал свою неудачу женитьбой на девушке, которая была столь же безденежной, как и он сам. «В безрассудстве и нелепости этого поступка двух бедняков, бросивших вызов собственной беспомощности и только усугубивших её, было что-то смехотворно пафосное, что неизбежно вызывало сочувствие».

## Дети
От брака с Патриком у Сары Шелтон было 6 детей:
- Марта (1755—1818)
- Джон (1757— ок. 1791)
- Уильям (1763—1798)
- Анна (19 июля 1767 — 22 мая 1799)
- Элизабет (23 апреля 1769 — 14 сентября 1842)
- Эдвард (Недди) (1771—1794)

## В литературе
Сара Шелтон является одним из главных персонажей подросткового романа писательницы Энн Ринальди «Or Give Me Death».